# Nada além de Um Minuto
Nada Além de Um Minuto é um game show da televisão brasileira, cujo objetivo é realizar 9 provas, sucessivamente, que exigem diferentes graus de habilidade e destreza para alcançar o prêmio máximo de R$1.000.000, sendo que cada prova corresponde a uma determinada quantia. O programa é exibido todos os domingos pelo SBT como um segmento do Programa Silvio Santos desde de 2010.
O quadro é a versão brasileira do formato original americano do concurso Minute to win it, criado pela NBC Universal Productions, que é exibido desde de 2010 nos Estados Unidos pela rede NBC.

## Modalidade de Jogo
Os participantes, individualmente, deverão realizar uma série de 15 provas que envolvem o uso de materiais domésticos, disponíveis em qualquer lar, em um minuto. Estes jogos podem ser de equilíbrio, pontaria, destreza, alvos, jogos de memória, perspicácia e também muita sorte. Antes do início da prova, é exibida uma curta demonstração da prova a ser realizada.
R$2,000
R$5,000
R$10,000
R$20,000
R$50,000
R$100,000
R$200,000
R$500,000
R$1,000,000
No palco, ao lado de Silvio Santos, o participante sorteia a prova que ele irá realizar, através do giro de uma roleta numerada de um a dez. Se o participante não conseguir realizar no tempo determinado, ele é eliminado da competição e recebe um prêmio de R$1,000. Até a quarta prova, o participante pode optar em sair do jogo e levar o dinheiro obtido ou prosseguir, após girar a roleta e ver qual é a prova seguinte. Da quinta prova em diante, ele precisa decidir se para ou continua sem saber qual será prova seguinte.

## Diferenças entre a versão brasileira e a original americana
- O show é um quadro dentro do Programa Silvio Santos e não é um programa independente com cenário próprio.
- Não há os três patamares de segurança, na segunda, quinta e oitava prova, no qual o participante garante a quantia destinada caso perca.
- As três vidas destinadas aos concursantes não são oferecidas na versão brasileira. Aliás, já havia sendo oferecidas em 2012, porém, por reclamações, voltou com apenas uma vida.

## Mais informações
No site do Programa Silvio Santos, é possível visualizar todas as provas do game show. Para participar o candidato deve se cadastrar nesse mesmo site.